# Aire urbaine de Pont-Saint-Esprit
L'aire urbaine de Pont-Saint-Esprit est une aire urbaine française constituée autour de la ville de Pont-Saint-Esprit, dans le département du Gard.

## Caractéristiques
En 2020, l'Insee définit un nouveau zonage d'étude : les aires d'attraction des villes. L'aire d'attraction de Pont-Saint-Esprit remplace désormais son aire urbaine, avec un périmètre différent.
Selon la délimitation établie par l'Insee (zonage en aires urbaines 2010), l'aire urbaine de Pont-Saint-Esprit est composée de 5 communes, toutes situées dans le Gard. 
L'aire urbaine correspond à l'unité urbaine de Pont-Saint-Esprit, considérée par l'Insee comme un moyen pôle urbain.

## Les cinq communes de l'aire urbaine
Voici la liste des communes de l'aire urbaine de Pont-Saint-Esprit (population municipale au 1er janvier 2017) :
| Nom                      | Code Insee | Statut | Superficie (km2) | Population (dernière pop. légale) | Densité (hab./km2) |
| ------------------------ | ---------- | ------ | ---------------- | --------------------------------- | ------------------ |
| Carsan                   | 30070      |        | 11,71            | 790 (2022)                        | 67                 |
| Pont-Saint-Esprit        | 30202      |        | 18,49            | 10 759 (2022)                     | 582                |
| Saint-Alexandre          | 30226      |        | 12,87            | 1 250 (2022)                      | 97                 |
| Saint-Julien-de-Peyrolas | 30273      |        | 12,54            | 1 501 (2022)                      | 120                |
| Saint-Paulet-de-Caisson  | 30290      |        | 16,88            | 1 894 (2022)                      | 112                |

## Évolution démographique
| 1968  | 1975  | 1982   | 1990   | 1999   | 2006   | 2011   | 2016   | 2017   |
| ----- | ----- | ------ | ------ | ------ | ------ | ------ | ------ | ------ |
| 9 267 | 9 050 | 10 972 | 13 260 | 13 579 | 14 312 | 15 451 | 15 452 | 15 465 |